# مالكوم شوتون
مالكوم شوتون (بالإنجليزية: Malcolm Shotton)‏ هو لاعب كرة قدم ومدرب كرة قدم بريطاني في مركز الدفاع، ولد في 16 فبراير 1957 في نيوكاسل أبون تاين في المملكة المتحدة. لعب مع أكسفورد يونايتد وليستر سيتي ونادي آير يونايتد ونادي بارنسلي ونادي بورتسموث وهال سيتي وهدرسفيلد تاون.

## وصلات خارجية
- مالكوم شوتون على موقع قاعدة بيانات كرة القدم.إي يو (الإنجليزية)
- مالكوم شوتون على موقع عالم كرة القدم.نت (الإنجليزية)